# Euphorbia punctulata
Euphorbia punctulata là một loài thực vật có hoa trong họ Đại kích. Loài này được Andersson mô tả khoa học đầu tiên năm 1855.